# القعفري (الشغادرة)

تعديل مصدري - تعديل

القعفري هي إحدى قرى عزلة المعطن بمديرية الشغادرة التابعة لمحافظة حجة، بلغ تعداد سكانها 331 نسمة حسب تعداد اليمن لعام 2004.